# عمر مفید

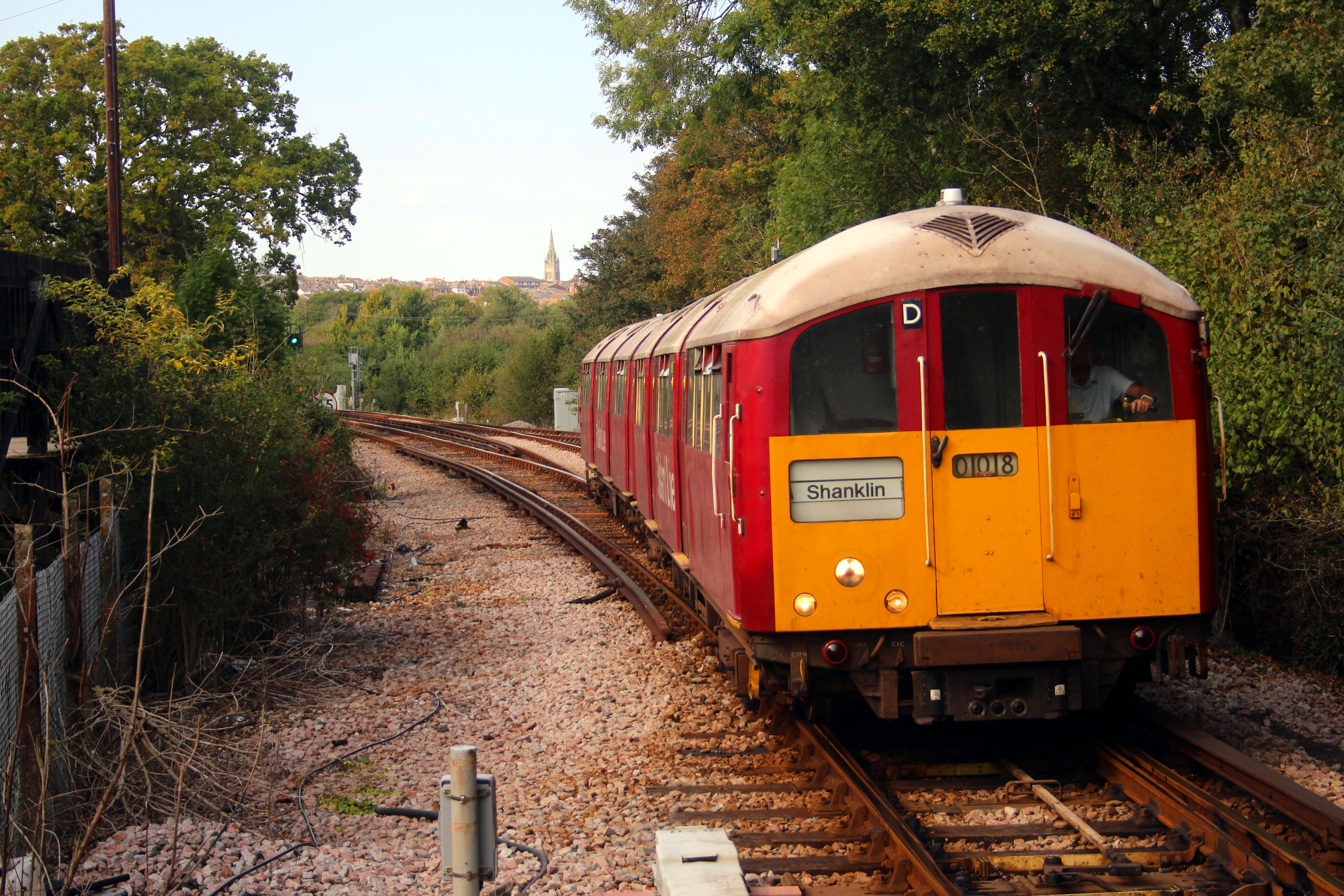
قطارهای کلاس ۴۸۳ ریلی بریتانیا که برای نخستین بار در سال ۱۹۳۸ ساخته شدند، زمانی که در ژانویه ۲۰۲۱ از جزیره وایت خارج شدند، ۸۳ سال سن داشتند. آن‌ها قدیمی‌ترین قطارهای بریتانیای کبیر بودند که در آن زمان در سرویس مسافربری عادی باقی مانده بودند. این افتخار اکنون به قطارهای ساله متروی لندن ۱۹۷۲ منتقل شد که هنوز در خط بیکرلو در حال خدمت هستند.

عمر مفید، عمر خدمت یا عمر سرویس یک محصول دوره استفاده از آن در سرویس است. چندین اصطلاح مرتبط به‌طور دقیق‌تری عمر یک محصول را از نقطه تولید، ذخیره‌سازی و توزیع و استفاده نهایی توصیف می‌کنند. عمر سرویس به عنوان «کل عمر محصول در استفاده از نقطه فروش تا نقطه دور ریختن» تعریف شده است و از عمر جایگزینی متمایز می‌شود، «دوره‌ای که پس از آن، خریدار اولیه برای تعویض به مغازه بازمی‌گردد». تعیین طول عمر مفید مورد انتظار محصول به عنوان بخشی از سیاست تجاری (مدیریت چرخه عمر محصول) شامل استفاده از ابزارها و محاسبات از تجزیه و تحلیل قابلیت نگهداری و قابلیت اطمینان است. عمر مفید نشان‌دهنده تعهدی است که توسط سازنده کالا انجام می‌شود و معمولاً به عنوان میانه مشخص می‌شود. این زمانی است که می‌توان انتظار داشت هر کالای تولیدشده «قابل سرویس» یا توسط سازنده آن پشتیبانی شود.
مصرف‌کنندگان بر اساس عواملی مانند استفاده، هزینه و کیفیت انتظارات متفاوتی در مورد عمر و طول عمر دارند. .